# La Morte-Saison des amours
Pour les articles homonymes, voir Saison des amours.
Pour plus de détails, voir Fiche technique et Distribution.
La Morte-Saison des amours est un  film français réalisé par Pierre Kast et sorti en 1961.

## Synopsis
Sylvain, un écrivain, après son mariage avec la cérébrale et circonspecte Geneviève, s’est installé à la campagne pour se consacrer à la rédaction de son prochain roman. Les jeunes mariés font la connaissance de leurs voisins Françoise et Jacques, un couple extraverti et amoral. Alors que Geneviève reste rétive à l’encontre de ces gens exubérants, Sylvain, en panne d’inspiration, tombe sous l’emprise de Françoise et de l’alcool. C’est alors que Jacques, jusqu’alors séducteur volage, conquis par la personnalité de Geneviève, décide de rompre avec son passé pour refaire sa vie avec elle. Geneviève, désirant donner une dernière chance à son couple, renonce à quitter Sylvain, mais celui-ci, ayant perçu l’attachement de sa femme pour Jacques, le convie à partir avec eux…  

## Fiche technique
- Titre : La Morte-Saison des amours
- Réalisation : Pierre Kast
- Assistante-réalisateur : Sophie Becker
- Scénario : Pierre Kast
- Dialogues : Pierre Kast
- Adaptation : Pierre Kast, Alain Aptekman
- Photographie : Sacha Vierny
- Cadre : Philippe Brun
- Montage : Yannick Bellon
- Assistante-montage : Étiennette Muse
- Musique : Georges Delerue
- Son : Guy Chichignoud
- Décors : Jacques Saulnier
- Scripte : Hélène Sébillotte
- Producteurs : Peter Oser et Clara d'Ovar
- Société de production : Jad Films
- Société de distribution : Cocinor
- Pays de production :  France
- Langue : Français
- Format : Noir et blanc — 35 mm — 1,37:1 — Son : Mono
- Genre : Comédie dramatique
- Durée : 100 minutes (1 h 40)
- Date de sortie : 
  - France : 12 juin 1961
- Affiche : Jean Mascii (France)

## Distribution
- Pierre Vaneck : Sylvain
- Françoise Arnoul : Geneviève
- Daniel Gélin : Jacques
- Françoise Prévost : Françoise
- Alexandra Stewart : Sandra
- Anne-Marie Bauman : Anne-Marie
- Anne Colette : Rolande
- Michèle Verez : Michèle
- Ursula Vian-Kubler : Ursula
- Hubert Noël : Hubert
- André Certes : Melchior
- Édouard Molinaro : le nouveau secrétaire

## Autour du film
- La Morte-Saison des amours a été tourné à la Saline royale d'Arc-et-Senans et à Arbois[1],[2].